# Radziwonowicze
Radziwonowicze – dawna posiadłość położona nad Niemnem, w dawnym powiecie Grodzieńskim, w parafii Łunna. Obecnie są częścią wsi Nowosiółki.
Początkowo był to majątek ziemski rodu Kierdejów herbu Bełty, którzy już w latach 20. XVII wieku pisali się Kierdej z Radziwonowicz lub Kierdej Radziwonowski. W latach 1619–1661 należał do Ostafiego Kierdeja, kasztelana żmudzkiego, zaś w 1686 roku jego wnuczka – Helena wniosła go jako wiano Mateuszowi Romerowi, podkomorzemu trockiemu.
Do majątku należały też wsie Podborzany, Nowosiółki i Sućki.
W czasach zaborów w granicach Imperium Rosyjskiego, w guberni grodzieńskiej, w powiecie grodzieńskim.
W latach 1921–1939 ówczesny folwark leżał w Polsce, w województwie białostockim, w powiecie grodzieńskim, w gminie Łunna.
Według Powszechnego Spisu Ludności z 1921 roku zamieszkiwało tu 14 osób, 13 było wyznania rzymskokatolickiego a 1 prawosławnego. Jednocześnie wszyscy mieszkańcy zadeklarowali polską przynależność narodową. Był tu 1 budynek mieszkalny.
Miejscowość należała do parafii prawosławnej i rzymskokatolickiej w Łunnie. Podlegała pod Sąd Grodzki w Skidlu i Okręgowy w Grodnie; właściwy urząd pocztowy mieścił się w Łunnie.
W wyniku napaści ZSRR na Polskę we wrześniu 1939 miejscowość znalazła się pod okupacją sowiecką. 2 listopada została włączona do Białoruskiej SRR. 4 grudnia 1939 włączona do nowo utworzonego obwodu białostockiego. Od czerwca 1941 roku pod okupacją niemiecką. 22 lipca 1941 r. włączona w skład okręgu białostockiego III Rzeszy. W 1944 miejscowość została ponownie zajęta przez wojska sowieckie i włączona do obwodu grodzieńskiego Białoruskiej SRR.